# 리눅스 채택

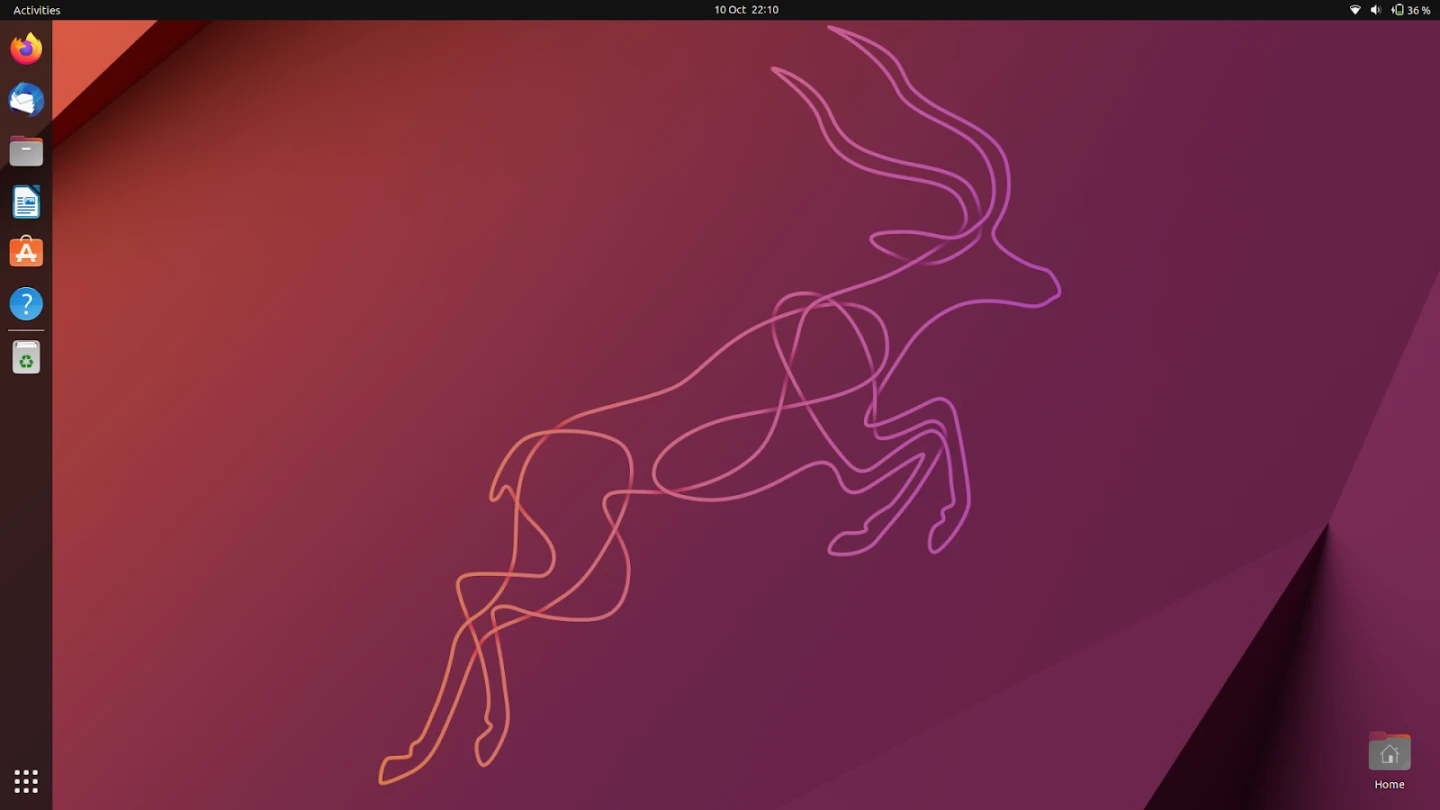
대표적인 리눅스 배포판 중 하나인 우분투.

리눅스 채택은 가정, 단체, 기업, 정부의 컴퓨터에 리눅스 커널 기반 운영체제의 새로운 사용을 의미한다.
기존 데스크탑 사용자 그리고 서버 시스템 운영자 들의 운영체제 비용 감소의 욕구와 보안 그리고 오픈소스 원리에 따른 지원의 증가에 대한 욕구를 포함한 많은 요인들이 리눅스 시스템 사용의 증가를 가져왔다. 여러 국가의 정부들은 지난 몇 년 동안 독점 시스템에서 리눅스로 정부 컴퓨터를 이동하는 정책을 시행했다.
2010년 8월 포레스트 리서치의 수석 애널리스트 제프리 하몬드 "리눅스는 주요 채택의 틈을 교차하고 있다"라고 말했다. 그의 선언은 대침체 동안 리눅스로 이동한 기업들의 많은 수를 기반을 하고 있다. 2009년 3분기에 완료한 회사의 설문 조사에서 조사에 참여한 48%의 회사가 오픈소스 운영체제를 사용한다고 말했다.
리눅스 재단은 정기적으로 리눅스 커널, 리눅스 운영체제 그리고 관련된 테마들을 출시한다.

## 같이 보기
- 와해성 기술